# 毛花松下兰
毛花松下兰（学名：Monotropa hypopitys var. hirsuta）为鹿蹄草科水晶兰属下的一个变种。